# Santu Mofokeng
Santu Mofokeng (19. října 1956 – 26. ledna 2020) byl jihoafrický zpravodajský a dokumentární fotograf, který pracoval pod přezdívkou Mofokengâ. Byl členem sdružení Afrapix a držitelem Ceny prince Clause.

## Kariéra
Mofokeng se narodil v roce 1956 v Sowetu v Johannesburgu. Ještě jako teenager začal svou kariéru jako pouliční fotograf, pracoval jako asistent v temné komoře a poté se stal zpravodajem. Následně se připojil ke kolektivu Afrapix; pracoval pod přezdívkou Mofokengâ. Zpočátku dokumentoval hlavně boj proti apartheidu v Jižní Africe.
Bylo známo, že Mofokeng dokáže přeuspořádat konvenční subjektivitu ve fotografické prezentaci s duchovní dimenzí; Příkladem toho je Chasing Shadows z roku 1997. Poté, co začal s fotografováním ulic a zpráv, specializoval se na krajinu. Ve svých představách je prezentoval ve vztahu k vlastnictví, moci, ekologickým efektům a paměti, ale vyhnul se otevřenému politickému vyjádření. Jeho práce ukazovala jeho hluboké znepokojení nad stavem (biofyzikálního) prostředí na začátku 21. století.
Na své výstavě Pojďme mluvit v roce 2010 vysvětlil, že podstatou není to, co vidíte na těchto fotografiích, ale co nevidíte (ale cítíte).
Santu Mofokeng zemřel 26. ledna 2020 v rodinném kruhu ve svých 63 letech.

## Publikace s příspěvky Mofokenga
- Figures and Fictions: Contemporary South African Photography. Göttingen: Steidl; Londýn: Victoria and Albert Museum, 2011. ISBN 9783869302669; ISBN 9783869303062. Fotografie autorů: Jodi Bieberová, Kudzanai Chiurai, Hasan and Husain Essop, David Goldblatt, Pieter Hugo, Terry Kurgan, Sabelo Mlangeni, Santu Mofokeng, Zwelethu Mthethwa, Zanele Muholiová, Jo Ractliffe, Berni Searle, Mikhael Subotzky, Guy Tillim, Nontsikelelo Veleko, Graeme Williams a Roelof van Wyk.

## Samostatné výstavy
- 1990: Like Shifting Sand, Market Galleries, Johannesburg
- 1994: Rumours / The Bloemhof Portfolio, Market Galleries, Johannesburg
- 1995: Distorting Mirror/Townships Imagined, Worker's Library, Johannesburg
- 1997: Chasing Shadows – Gertrude Posel Gallery, University of the Witwatersrand, Johannesburg
- 1998: Black Photo Album/Look at Me, Netherlands Photo Institute, Rotterdam
- 1998: Chasing Shadows, Netherlands Photo Institute, Rotterdam
- 1998: Lunarscapes, Netherlands Photo Institute, Rotterdam
- 1999: Black Photo Album/Look at Me, FNAC Montparnasse
- 2000: Chasing Shadows, Transparencies International, Berlín
- 2000: Sad Landscapes, Camouflage Gallery, Johannesburg
- 2003: Chasing Shadows, Memling Museum, Bruges
- 2004: Rethinking Landscape, Centre photographique d'Ile-de-France (CPIF), Pontault-Combault
- 2004: Santu Mofokeng, David Krut Projects, New York City
- 2004: Santu Mofokeng, Gallery MOMO, Johannesburg
- 2006: Invoice Iziko, South African National Art Museum, Kapské Město
- 2007: Invoice, Standard Bank Art Museum, Johannesburg
- 2008: Homeland Security, Johannesburg Art Museum
- 2008: Santu Mofokeng's Landscape, Warren Siebrits, Johannesburg
- 2009: Mofokeng survey exhibition, Autograph ABP, Londýn
- 2010: Chasing Shadows, Anne Arbor Institute of Humanities, Michigan
- 2010: Let's Talk, Arts on Main, Johannesburg
- 2010: Remaining Past, Minshar Art Institute, Tel Aviv
- 2011–12: Chasing Shadows, Paris, Bern, Bergen, Antwerp[7]

## Ocenění
- 1991: Ernest Cole Scholarship, for study at the International Center of Photography, in New York City
- 1992: 1st Mother Jones Award for Africa
- 1998: Künstlerhaus Worpswede Fellowship, Německo
- 1999: Contre Jour Residency, Marseille
- 1999: DAAD Fellowship, Worpswede, Německo
- 2001: DAAD Fellowship, Worpswede, Německo
- 2007: Ruth First Fellowship
- 2009: Cena prince Clause, Nizozemsko[4]
- 2016: International Photography Prize, Fondazione Fotografia Modena – Sky Arte, Itálie